# صفر بي زانوقه
صفر بي زانوقه (1798م - 1 يناير 1860م)، أو سيفر باشا كان دبلوماسيًا وقائدًا عسكريًا شركسيًا، شغل منصب القائد الخامس للاتحاد الشركسي من عام 1859م إلى عام 1860م. شارك في الحرب الروسية الشركسية وكان يناصر القضية الشركسية في الغرب بصفه عسكرية وسياسية وعمل كمبعوث للدولة العثمانية في المنطقة. وفي آخر أيامه برز كزعيم للمقاومة الشركسية.

## النشأة
ولد صفر بي زانوقة بالقرب من أنابا. وهو ينحدر من عائلة زان النبيلة الشركسية. انتمائه القبلي متنازع عليه، ويعتقد أن أسلافه هم  خجايك [الإنجليزية] أو ناتوخاج. توفي والده محمد جيراي بك وهو صاحب عمل وأحد أغنى الرجال في شركيسيا عندما كان صغيرا.
في عام 1807، استولت القوات الروسية على قلعة أنابا أثناء الحرب الروسية الشركسية، وأعطى السكان المحليون زانوقة كرهينة للروس. ثم تم إرساله إلى أوديسا، حيث تلقى تعليمه في مدرسة ريتشلفكسي الثانوية. وانتهت خدمته في الجيش الروسي عندما فر هاربا إلى الجبال بعد صراع شخصي مع قائد فوجتا. و وفقًا للمغامر البريطاني جيمس ستانيسلاوس بيل، ان زانوقة سرعان ما أبحر إلى مصر حيث عاش بين المماليك الشركس حتى سقوطهم من السلطة. وبعد ذلك عاد إلى بلده وتزوج أميرة نوغاي. في الوقت نفسه الذي تم فيه احتلال أنابا من قبل الإمبراطورية العثمانية، مما دفع زانوقة للسفر إلى القسطنطينية حيث دخل الى  الخدمة العثمانية. أصبح نائبا لحاكم أنابا الحاج حسن باشا في رتبة عقيد. خلال الحرب الروسية التركية (1828م-1829م) استعاد الروس أنابا وأسر زانوقة. بقي في أوديسا حتى نهاية الحرب، وبمجرد إطلاق سراحه عاد إلى شركيسيا، حيث تولى منصب سفير.  مع ظهور مصادر متعددة في التاريخ الشركسي، تم الآن دهس الفكرة المنتشرة على نطاق واسع حول الأمة المشتتة والمجزأة.
سيفر بك جانوكو هو زعيم  شركسي بارز خلال النضال من أجل الاستقلال ودبلوماسي متحمس بنى قنوات مع الدبلوماسيين الروس والأتراك والبريطانيين، هو أحد الشخصيات الرئيسية في شركيسيا خلال ذروة الحرب الشركسية الروسية. 

## رأس صفر بي زانوقه في مكتبة الكونغرس
النحت «الإيثولوجي» لرجل شركسي في مكتبة الكونغرس، أحد أبرز المعالم الخارجية على الجانب الجنوبي من مبنى جيفرسون، الصرح الرئيسي لمكتبة الكونغرس الشهيرة (أكبر مكتبة في العالم؛ العاصمة واشنطن ، الولايات المتحدة الأمريكية)، هو تمثال لرأس رجل شركسي يبلغ ارتفاعه حوالي قدم ونصف. هذا هو واحد من ثلاثة وثلاثين «رؤساء إيثولوجيين» يحيطون بالمبنى، ويعمل كزخارف أساسية لنوافذ الطابق الأول. حقيقة هذا الرأس هو رأس صفر بي زانوكو. نحت النحاتان ويليام بويد وهنري جاكسون إليكوت 33 «رأسًا إيثولوجيًا» لمكتبة الكونغرس في أوائل تسعينيات القرن التاسع عشر. تم استخدام هذه المنحوتات لتزيين السطح الخارجي لمبنى جيفرسون عندما تم بناؤه عام 1897. استند الرؤساء أنفسهم إلى المعلومات التي قدمها البروفيسور أوتيس تي ماسون، الذي كان أمين قسم الإسثولوجيا في المتحف الوطني للتاريخ الطبيعي، مؤسسة سميث ونيان، وعمل كمستشار خاص لهذا المشروع. في «دليل مكتبة الكونغرس الجديدة» لهربرت سمول عام 1897، وُصف هذا التعهد بأنه «أول محاولة شاملة لجعل العلوم الإيثولوجية تساهم في الزخرفة المعمارية لمبنى عام مهم.» قائمة السباقات التي يمثلها «الرؤساء الإيثولوجيون» وموقع أحجار الأساس هي كما يلي: بدءًا من الطرف الشمالي لجناح المدخل الأمامي، الرأس الأول هو رأس سلافي روسي، يقع أسفل رواق تمثال نصفي لديموستينيس. . استمرار عبر الجبهة الغربية، الرؤساء هم: شقراء أوروبية؛ امرأة سمراء أوروبية اليونانية الحديثة الفارسية (الإيرانية)؛ في الجهة الجنوبية: شركسية. الهندوسية. المجرية (المجرية)؛ سامي أو يهودي. العرب (البدو)؛ الترك. على الجانب الشرقي: المصري الحديث (الحميت). حبشي. لغة الملايو؛ بولينيزية. الأسترالية. نيجريتو (أرخبيل هندي)؛ السودان الزنجي عكا (الزنجي الأفريقي القزم)؛ فويجيان. بوتوكودو (أمريكا الجنوبية)؛ بويبلو هندي (زونيس نيو مكسيكو)؛ على الجانب الشمالي: Esquimaux ؛ الهنود السهول (سيوكس، شايان، كومانتش)؛ Samoyede (فنلندي)؛ الكورية؛ اليابانية؛ الأينو (شمال اليابان)؛ على الجبهة الغربية: بورمان. التبتية. الصين

## البدايات
تم إرسال الشاب صفر بي زانوكو للدراسة في Richelieu Lyceum , أوديسا. هناك، كان يتكلم ويقرأ ويكتب باللغة الروسية، وتم تعيينه كطالب في فوج جيجر الروسي الثاني والعشرين، المتمركز في أنابا. بعد مشاجرة مع قائد الفوج الاول. رودزفيتش، فر بك سيفير إلى الجبال، ثم أبحر بتكتم إلى تركيا.

## العودة
بعد وصوله إلى إسطنبول، تمكن صفر بي زانوكو من الصعود بسرعة إلى موقع التأثير بسبب شخصيته الذكية. في النهاية، قرر سيفر العودة إلى شركيسيا، وتمكن من شغل منصب مساعد الباشا العثماني في أنابا. حاز سيفر بك على السلطة بين أمراء Natukhai وغيرهم من الشركس الذين غالبًا ما كانوا يعملون كوسيط بين العثمانيين وناتوخاي. وصل صفير بك إلى رتبة عقيد في الجيش التركي خلال صيف عام 1828، عندما حاصر الجيش الروسي حصن أنابا. عثمان باشا[بحاجة لتوضيح] ، قرر القائد التركي لأنابا تسليم الحصن، وقاد سيفر بك نفسه المفاوضات لتجنب إراقة الدماء المحتملة. كان الرفيق السابق لسفير بك، الملازم أول كوماندر وزميله خريج مدرسة ريشيليو ليسيوم إل ميريابرياكوف، على الجانب الآخر من المفاوضات نيابة عن الروس، وسيتذكر لاحقًا أن هذه الصفقة لم تكن ممكنة بدون مشاركة سيفير بك. كتب الجاسوس البريطاني جيمس بيل لاحقًا أنه إذا قرر سفير باي عدم الاستسلام، معارضًا قرار عثمان باشا، فإن الحامية كانت ستتبع مثاله ولا يمكن للجيش الروسي الاستيلاء عليها بسهولة. 

## بريطانيا العظمى
في مطلع كانون الثاني عام 1831، نظمت سيفر بك عدة اجتماعات عامة مع شيوخ Shapsughs (الشركسية: шапсыгъ) و Natukhais (الشركسية: Hэтхъуае) على Ahops (الشركسية: Ахупс، Афыпс) Sukko (الشركسية: Сукъо) و Adagum (الشركسية: АтIэкIумэ) الأنهار. من بين أمور أخرى، طرح فكرة المصالحة المحتملة بين الشركس وروسيا، على شرط أن الروس تراجعوا وراء كوبان، ومع ذلك، تم رفض هذا الاقتراح. من ناحية أخرى، كانت المفاوضات مع العثمانيين غير ناجحة إلى حد كبير بسبب الشروط المقيدة بشدة لمعاهدة أدريانوبل للسلام لعام 1829. خلال نفس العام، أرسل السفير الروسي رسالة إلى الوطن تفيد بأن سيفر بك، الذي يتمتع بسلطة 200 من الأمراء والشيوخ الشركس المختلفين، تفاوض على تحالف بريطاني محتمل مع السفير جون بوسونبي. خلال نفس العام، أرسل السفير الروسي رسالة إلى الوطن تفيد بأن سيفر بك، الذي يتمتع بسلطة 200 من الأمراء والشيوخ الشركس المختلفين، تفاوض على تحالف بريطاني محتمل مع السفير جون بوسونبي . واصل سيفر بك المفاوضات مع البريطانيين دون رادع، وقام في النهاية بتنظيم رحلة للدبلوماسي البريطاني ديفيد أوركهارت إلى شركيسيا. كان داود يلهم الشركس أكثر في مقاومتهم، من خلال الوعد بمساعدة بريطانيا العظمى. 

## في السفارة البريطانية
تلقى سفر بك دعوة للسفارة البريطانية في إسطنبول، حيث تمت دعوة نواب شركس آخرين. لدى وصوله طمأن مواطنيه أن منفاه الحالي كان مؤقتًا فقط لخداع السلطات الروسية. اقترح استراتيجية للنواب، مقترحًا أن القادة ذوي التأثير على السكان يجب أن ينتقلوا مع رعاياهم إلى خليج Tsemez. حيث سيعود سيفر بك برحلة استكشافية بريطانية كاملة. تم نقل الخبر من قبل النواب في الوطن إلى شركيسيا، ونتيجة لذلك عقد الشابسوغ وناتوخايس مجلسا انتخب محمد كاس وكشتانوكو خاشش نائبا بموافقة كاملة. مع هذا الموقف المعزز الجديد الذي تم التفاوض بشأنه في السفارة البريطانية في إسطنبول، استغل البريطانيون الموقف أيضًا. ترددت السفن البريطانية في الفترة التالية على شواطئ شركيسيا، ولم تكن تحمل عملاء ودبلوماسيين فحسب، بل كانت تحمل أيضًا حمولات مليئة بالمؤن، والأهم من ذلك، البارود.

## قضية الثعلبة
أُجبر الروس مرة أخرى على اتخاذ المزيد من الإجراءات من أجل إضعاف المجهود الحربي الشركسي، ونتيجة لذلك، أمر البارون غريغوري روزين ، قائد الفيلق القوقازي المنفصل، بزيادة الإشراف على الساحل الشركسي. في النهاية، بعد عام،] تمكن الروس من الاستيلاء على سفينة بريطانية. في نوفمبر 1836، احتجزت سفينة أياكس الروسية السفينة الشراعية البريطانية فيكسن في خليج تسيميز تحت سيطرة جيمس بيل وشقيقه جورج، والتي كانت تفرغ 100 طن من البارود على الشاطئ. أدى هذا الحادث إلى تدهور سريع في العلاقات البريطانية الروسية وكاد يؤدي إلى نزاع مسلح، ولكن بحلول أبريل 1837، عاد الوضع إلى طبيعته، وتم استدعاء ديفيد أوركهارت من اسطنبول. أُطلق على هذه الحلقة بأكملها اسم "The Vixen Affair". في عام 1837، وصل بيل مرة أخرى إلى شركيسيا، برفقة الصحفي الإنجليزي جون لونغورث ومبعوثة سيفر بك نغوى إسماعيل، التي سلمت رسائل إلى الشركس نيابة عن سيفر بك والحكومة البريطانية. حتى عام 1839، والبريطانية كانت D. بيل وD. ونغويرث في شركيسيا، وتنظيم إيصال الإمدادات العسكرية لل شركس المرافقين لهم في غارات وراء الروسية خطوط، وتنسيق أعمالهم. بسبب زيادة التشدد والدبلوماسية الفعالة بين Zhanonqo والبريطانيين، غير الروس استراتيجيتهم إلى سيطرة ذات أولوية على البحر الأسود من خلال بناء حصون متعددة في محاولة لتقليل المساعدة التي يتلقاها الشركس. اقترن هذا بالعقبات البيروقراطية المتزايدة التي واجهها زانونكو في محاولة الحصول على مزيد من المشاركة من العثمانيين، مما دفعه إلى إرسال رسالة إلى قادة المقاومة الشركسية يوضح فيها أنه لا يمكن فعل أي شيء حتى الآن بموجب الاتفاقيات القائمة بين روسيا والعثمانيين. من ناحية أخرى، حثهم على عدم فقدان الأمل. قلة من القادة الشركس قرروا وقف المقاومة، لكن الغالبية العظمى قررت مواصلة النضال، مرسلة رسالة واضحة مفادها أن الشركس لن يقبلوا الجنسية الروسية تحت أي ظرف من الظروف.

## سفير في الدولة العثمانية
و معاهدة أدرنة (1829) علامة على بداية الاستعمار الروسي شركيسيا من خلال إنشاء مواقع عسكرية و stanitsas . أعلنت مجموعة من القبائل الشركسية أن زانوقو ممثل لهم، وأرسلوه إلى القسطنطينية على رأس وفد من 200 رجل في ربيع عام 1831. وافق العثمانيون سرا على إمداد الشركس بالأسلحة والذخيرة، بينما رفض محمد علي المصري تقديم أي مساعدة. استقر Zanuqo في Samsun حيث واصل دعوته.  هناك التقى ديفيد أوركهارت، وهو من أوائل الأشخاص الذين تبنوا القضية الشركسية في الغرب ومساهمًا رئيسيًا في ظهور مواقف رهاب الروسوفوبيا في المجتمع البريطاني. في صيف عام 1834، زار أوركهارت شركيسيا حيث تلقى عريضة موقعة من 11 رئيسًا يطلب فيها من الملك البريطاني التدخل في النزاع. تبع طلبان آخران في عامي 1835 و 1836 على التوالي، ورُفض كلاهما على مضض من قبل السفير البريطاني في القسطنطينية جون بونسونبي، أول فيسكونت بونسونبي . كان اللورد بالمرستون قد منع سابقًا مبادرة بونسونبي لإدراج شركيسيا في المسألة الشرقية، بسبب الحالة الضعيفة لحركة المقاومة الشركسية. أدت سلسلة من الاحتجاجات الدبلوماسية من قبل السفير الروسي إلى نفي Zanuqo إلى Edirne . بتشجيع من Urquhart حاولت مجموعة من المغامرين البريطانيين دون جدوى إدارة حصار الساحل الشركسي، خلقت Mission of the Vixen فضيحة دبلوماسية بين بريطانيا وروسيا. وبتشجيع من بونسونبي، واصل Zanuqo تقديم التماسات إلى البريطانيين وإن كان دون جدوى. في غضون ذلك، تفوقت الحركة الصوفية الخالدية المتشددة على أديغة حبزي باعتبارها الأيديولوجية الرئيسية وراء المقاومة الشركسية. ساعد المبعوثون الذين أرسلهم الإمام شامل في تنسيق أنشطة المتمردين عبر القوقاز ووضع قانون الشريعة.

## ضغوط
أصبح الضغط على القوات الروسية حاسمًا. في عام 1842، واعتمادًا على نفوذه في شركيسيا، طالب صفير السفارة الروسية في تركيا بالعودة إلى وطنه. بدأت المراسلات بين السفارة والجنرالات الروس في الجبهة الشركسية واستمرت المداولات مع سيفر لما يقرب من عقد من الزمان. بشكل غير متوقع، أيد الجنرال سيريبرياكوف طلب سيفر وطلب تشكيل القائد العام ونائب الملك لأمير القوقاز ميخائيل سيمونوفيتش فورنتسوف للموافقة عليه. كان رأيه هو استخدام نفوذ سيفر لإقناع الشركس بالاستسلام. في عام 1844 أرسل سيفر رسالة إلى الشابسوغ وناتوخاي مفادها أن العثمانيين سيتوقفون عن دعم الشركس في ضوء العلاقات التركية الروسية . وشجعهم على ألا يفقدوا الأمل ولا يقعوا تحت الوعود الروسية، وألا ينتقلوا أبدًا إلى الضفة الشمالية لنهر بشيز . مع هذا الخبر، فضل القليل من الشركس الاستسلام واستمرت محاولات سيفر للعودة إلى الوطن بالفشل. مع غياب سيفر، بدأت روح الوحدة بين الشركس تتلاشى. في عام 1853، تلقى السفير الروسي في تركيا مذكرة مفادها أن سيفر يتواصل مع القادة الشركس لاستفزازهم للاتحاد ضد روسيا. تم إنهاء مشروع السلام مع سيفر. 

## معاهدة باريس
وفقًا لشروط معاهدة باريس للسلام (30 مارس 1856)، تم نقل كل شركيسيا إلى حكم روسيا. حاول ممثل بريطانيا العظمى، الكونت كلارندون، الإصرار على شرط أن يكون نهر كوبان حدًا بين ممتلكات تركيا وروسيا، لكن الجانبين التركي والفرنسي اتفقا مع رأي المفوض الروسي فيليب برونوف بأن معاهدة حدد أدريانوبل المنطقة الواقعة جنوب كوبان كممتلكات روسية. تسببت معاهدة باريس بخيبة أمل بين قادة الأديغة، الذين كانوا يأملون في تحقيق استقلال شركيسيا. في رسالة إلى اللواء GIFilipsonu ، كتب Sefer Bey Zanuqo : «نطالب بأن تعتبرنا جميع الحكومات شعبًا متميزًا».
أنهت معاهدة باريس (1856) الصراع، وأحبطت في نفس الوقت أي أمل في استقلال الشركس. ظل الشركس منقسمين سياسياً وعندما حل محمد أمين محل زانوقو كحاكم جديد، خاض الطرفان معركة ثانية هذه المرة على نهر سوب. أدى تدخل شيوخ القبائل إلى حل وسط، عندما اتفق الزعيمان على السفر معًا إلى القسطنطينية وجعل السلطان يحل النزاع. لكن زنوقو حنث قسمه وظل في شركيسيا. كان زانوكو في الواقع يتبع أوامر عثمانية سرية حيث تم تكليفه بالإشراف على انسحاب الجيش العثماني من المنطقة خلال شهر يونيو. ثم استقر في نهر شابسيخوا ودمر ميناء توابسي لمنع أنصار أمين من استخدامه كطريق إمداد ودعا إلى اغتيال الأخير. خلال النصف الثاني من العام، حاول Zanuqo التفاوض على معاهدة سلام مع الروس. في يناير 1857، وقعت معركة متفائلة بين قوات Zanuqo و Amin في Tuapse ، وانتصر Karabatir ابن Zanuqo. كانت المخابرات الروسية على دراية تامة بالتدخل البريطاني والعثماني في شؤون القوقاز. في مايو 1857، تمت دعوة أمين إلى القسطنطينية واعتقل على الفور ونفي إلى دمشق، وهي خطوة سبق أن خطط لها المجلس الإمبراطوري في محاولة لتحسين العلاقات مع روسيا. في نفس الوقت توقفت شحنات الأسلحة والذخيرة للمتمردين. توفي Zanuqo في Shapsugh في 1 يناير 1860، غافلاً عن التغيير في السياسة العثمانية. تم دفنه في وادي Vordobgach. خلفه كاراباتير كزعيم للمقاومة الشركسية. انتهت الحرب الروسية الشركسية رسميًا في 2 يونيو 1864، وتبع ذلك الإبادة الجماعية الشركسية.

## علم شركيسيا
كان سيفر بك قائدًا كان يحلم بتوحيد شركيسيا، وقد تمكن من فضح القضية الشركسية للجمهور الدولي، ولم تموت أفكاره عن دولة موحدة ذات سيادة ... العلم الذي صنعه لهذه الأمة لا يزال يرفرف منذ عام 1830.
في 4 أكتوبر 1853، أعلن العثمانيون الحرب على روسيا التي شنت حرب القرم. قام العثمانيون بتجنيد Zanuqo وشركس آخرين في جيشهم استعدادًا للهجوم على جبهة القوقاز في ربيع عام 1854. تم تعيين Zanuqo حاكمًا عثمانيًا لشركيسيا، وحصل على اللقب الفخري للباشا. في 29 أكتوبر، تم إرسال اثنين من الرسولين يحملان أوامر لنائب محمد أمين الإمام شامل في شركيسيا من طرابزون لتجنيد مقاتلين استعدادًا لوصوله. في 27 مارس 1854، انسحبت روسيا من حصونها الشركسية باستثناء أنابا ونوفوروسيسك كإجراء دفاعي بسبب تدخل بريطانيا وفرنسا في الصراع. في مايو، أبحر أسطول عثماني على متنه 300 شركسي بما في ذلك Zanuqo والإمدادات والمستشارين العسكريين إلى Sukhum Kale . سرعان ما اشتبك زنوقو مع محمد أمين، عندما رفض الأخير تزويد العثمانيين بالمجندين خوفًا من الضغط عليهم للقتال خارج وطنهم. في يوليو، تم ترقية أمين أيضًا إلى الباشا، مما أدى إلى تفاقم الصراع على السلطة بين الرجلين. في مارس 1855، اشتبكت القوات الموالية لـ Zanuqo مع أنصار أمين على ضفاف نهر Sebzh. بقي Zanuqo في Sukhum Kale حتى 10 يونيو عندما انتقل إلى أنابا التي هجرها الروس مؤخرًا. من أجل سد الانقسام في المجتمع الشركسي الناجم عن تنافس زانوقو مع أمين، وضع العثمانيون كلاهما تحت قيادة مواطنهم مصطفى باشا.
1. ↑  Заноко – искаженное Зан-уко, в котором "уко" ("сын" по-адыгски): Фелицын Е.Д. Князь Сефер-бей Зан – политический деятель и поборник независимости черкесского народа // Кубанский сборник. Екатеринодар, 1904. С. 4-5.
2. ↑  Точная дата этого события неизвестна. Х.Х.Хапсироков в статье о Сефер-бее считает, что это произошло после 1807 г., когда мальчику было 10-12 лет (Сефер-бей Зан // Хапсироков Х.Х. Жизнь и литература. Сб. статей. М., 2002. С. 236). В этом случае дата рождения Сефер-бея должна приходиться на 1795 или 1797 год, тогда как принятой датой его рождения считается 1789 год: Хаджебиекова Ф.М. Деятельность Мухаммеда-Амина и Сефер-бей Зана как военно-политических лидеров кубанских горцев в период Кавказской войны. Автореферат дисс. к.и.н. Краснодар, 2012. С. 19. ↑
3. ↑  . Дневник пребывания в Черкесии в течение 1837-1839 годов. Нальчик, 2007. Т. 2. Гл. 27., С. 173.
4. ↑  Фелицын Е.Д. Князь Сефер-бей Зан – политический деятель и поборник независимости черкесского народа..., С.9-11.
5. 1 2 3 4 5  Khoon 2015.
6. 1 2 3  http://dergiler.ankara.edu.tr/dergiler/19/1248/14274.pdf نسخة محفوظة 2021-08-22 على موقع واي باك مشين.
7. 1 2 3  ""PRINCE OF CIRCASSIA": SEFER BEY ZANUKO AND THE CIRCASSIAN STRUGGLE FOR INDEPENDENCE" (بالإنجليزية). Archived from the original on 2021-08-22. Retrieved 2021-08-22.
8. 1 2 3  Journal of a Residence in Circassia: During the Years 1837, 1838 and 1839 ... - James Stanislaus Bell - كتب Google نسخة محفوظة 2021-08-22 على موقع واي باك مشين.
9. ↑  Köremezli 2004.